# Herrgottswiesen
Herrgottswiesen (westallgäuerisch: Herrgodswiesə) ist ein Gemeindeteil der Gemeinde Gestratz im bayerisch-schwäbischen Landkreis Lindau (Bodensee).

## Geographie
Die Einöde liegt circa 2,5 Kilometer nordöstlich des Hauptorts Gestratz und zählt zur Region Westallgäu.

## Ortsname
Der vermutlich ehemalige Flurname bedeutet Wiese des Herrgott. Eventuell zu einem Kloster gehörig. Möglich wäre auch ein Abstammen vom Personennamen Heriger.

## Geschichte
Herrgottswiesen wurde erstmals im Jahr 1952 mit zwei Wohngebäuden im Ortsnamensbuch aufgeführt.